# 榛名山ロープウェイ

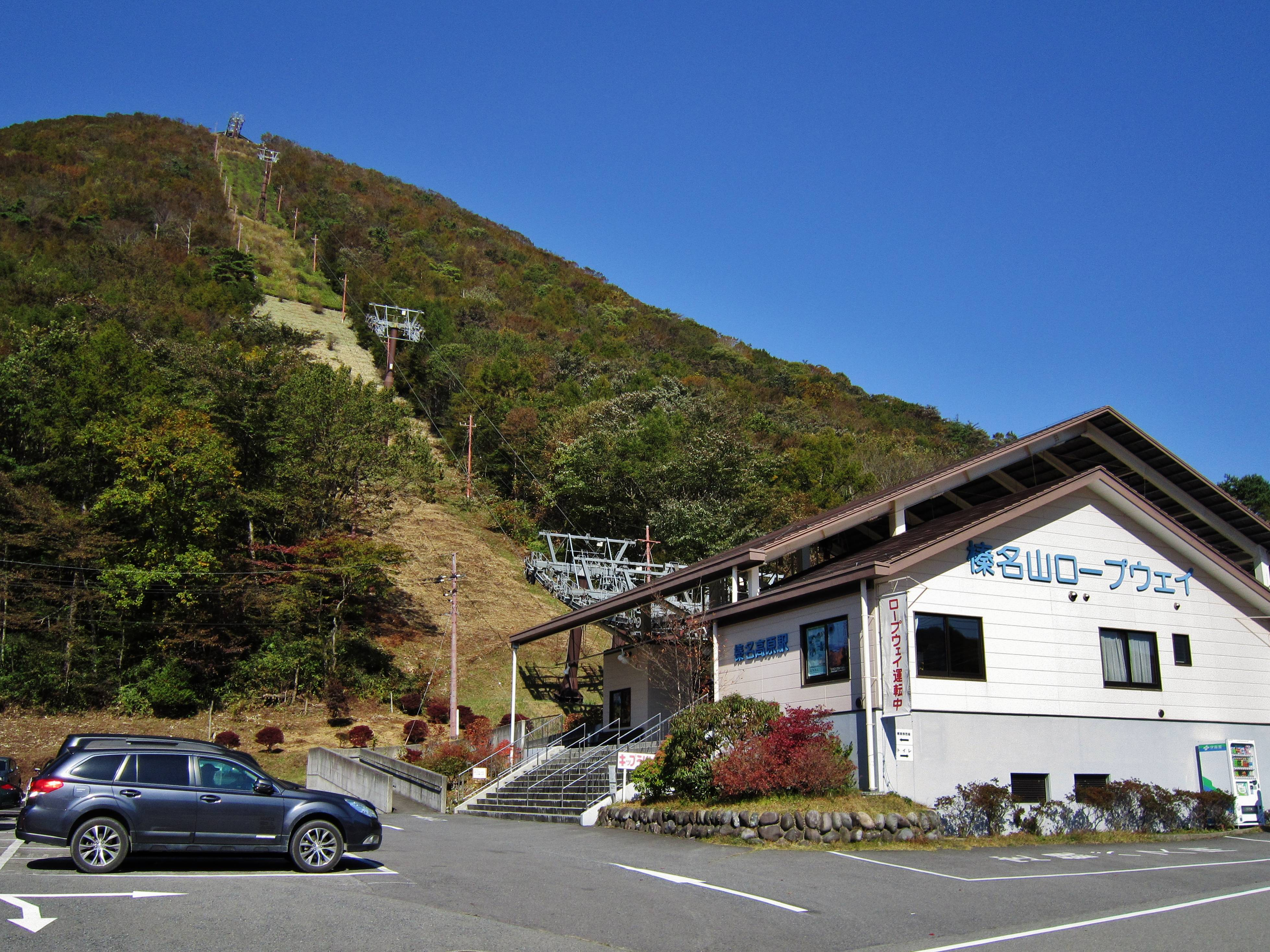
榛名高原駅

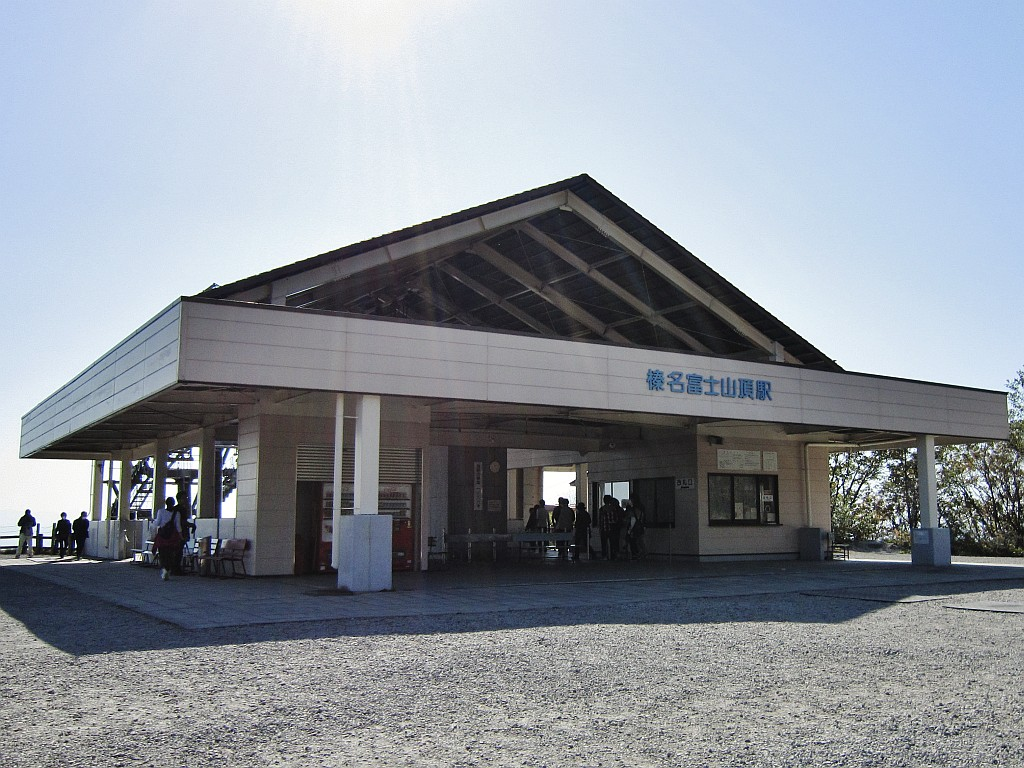
榛名富士山頂駅

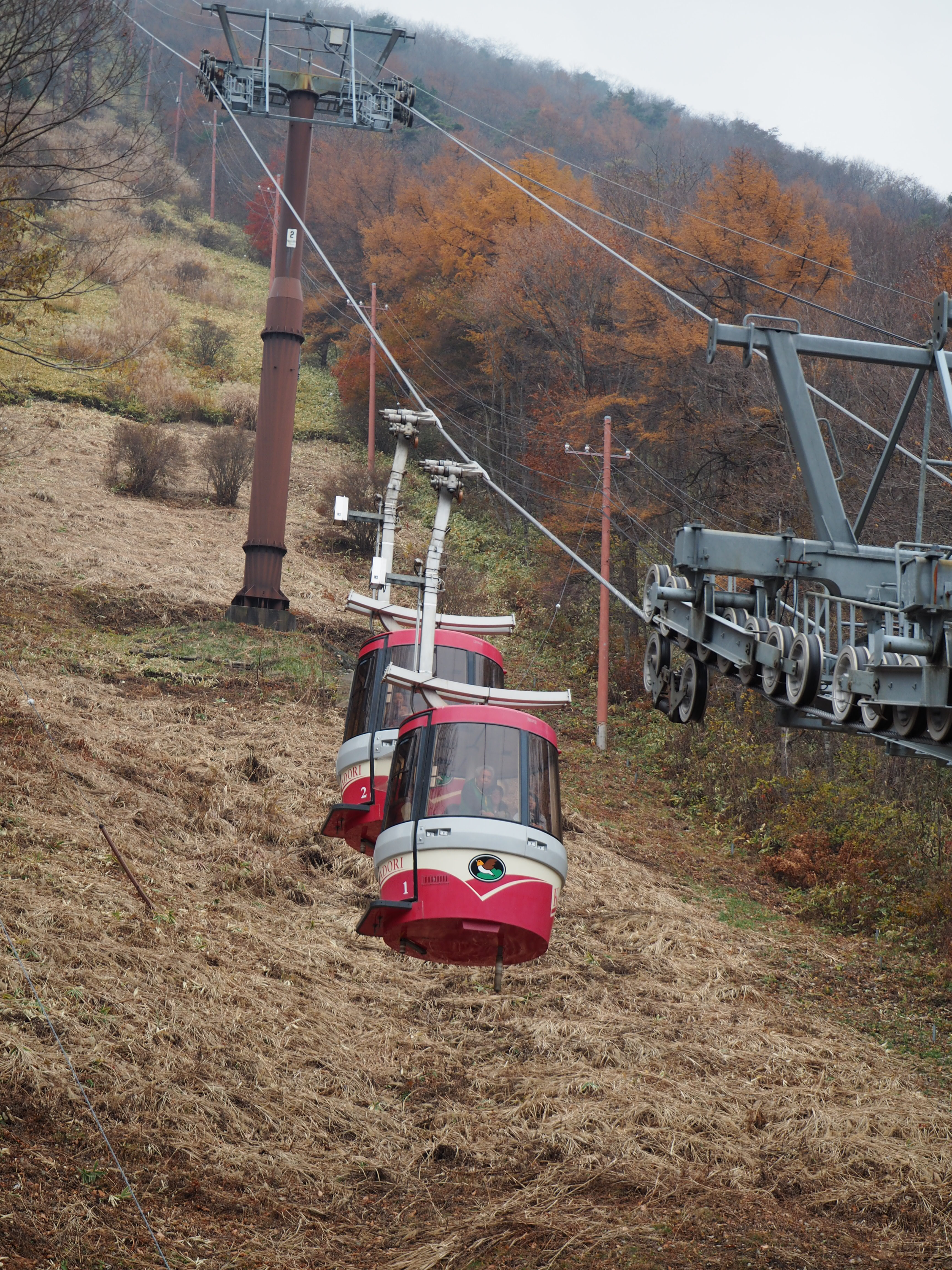
榛名山ロープウェイの2両連結式ゴンドラ（2015年11月）

榛名山ロープウェイ（はるなさんロープウェイ）は、群馬県高崎市にあるロープウェイである。1958年に運行を開始し、1996年には日本初の15人乗り2両連結式ゴンドラが採用された。
星野リゾートの傘下にあるため、「榛名山ロープウェイ by 星野リゾート」とも称される。

## 沿革
- 1958年（昭和33年）7月15日 - 群馬県観光株式会社により営業開始[2][3]。
- 1979年（昭和54年）10月1日 - 営業譲受により東武興業の運営となる[4]。
- 不明 - 移管により東武興業の子会社の谷川岳ロープウエーの運営となる。
- 2022年（令和4年）3月1日：東武興業から星野リゾートへ株式譲渡に伴い、東武グループより星野リゾートの傘下となる[5]。

## 路線データ
- 路線距離：527 m
- 方式：単線交走式
- 搬器：15人乗り2両連結式ゴンドラ×2台
- 駅数：2駅（起終点駅）
  - 榛名高原駅（北緯36度28分17.5秒 東経138度52分38秒 / 北緯36.471528度 東経138.87722度）
  - 榛名富士山頂駅（北緯36度28分31秒 東経138度52分40秒 / 北緯36.47528度 東経138.87778度）
- 高低差：269 m
- 所要時間：2分50秒
- 営業時間

　9:00～17:00（4月～11月） (のぼり最終 16:30)
　9:00～16:00（12月～3月） (のぼり最終 15:30)
- - 始発便：9時15分（11月 - 3月）
  - 最終便：上り15時30分/下り15時55分（11月 - 3月）（2011年3月現在）
- 事業主/運行主体：星野リゾートグループ谷川岳ロープウエー株式会社